# Therates myanmarensis
Therates myanmarensis (лат.) — вид жуков-скакунов рода Therates из семейства жужелицы (Carabidae).

## Распространение
Мьянма (Kachin).

## Описание
Длина от 7,3 до 8,6 мм. Тело с металлическим блеском. От близких видов отличается сочетанием макуляции надкрылий с тонкой центральной точкой и самцов с двумя расширенными дистальными антенномерами. Голова блестящая зеленовато-чёрная. Мандибулы желтоватые, зубцы по краю буроватые. Верхняя губа длиннее своей ширины, желтоватая, с 6 вершинными зубцами и одним боковым зубцом. Губные и максиллярные щупики желтоватые. Наличник голый. Лоб гладкий. Переднеспинка блестящая зеленовато-чёрная, примерно одинаковой длинны и ширины, сужена спереди и сзади. Надкрылья блестящие чёрные с коричневато-жёлтыми отметинами. Брюшная сторона чёрная, вентриты дистально светлее. Ноги жёлтые, бёдра, голени и лапки дистально темнее. Длина эдеагуса 1,4 мм.